# Andreea Cacovean
Andreea Cacovean (Torda, 1978. szeptember 15. –) világ- és junior Európa-bajnok román szertornász, edző, politikus.
1995-ben felkerült a Nemzetközi Torna Szövetség Világszínvonalú tornászok listájára.

## Életpályája
Mircea és Ana Maria gyermekeként született. Szülei mindketten hidrológusok. Két testvére van: Andrei és Mircea.
1984-ben hét éves korában kezdett tornázni a Dévai Cetatea sportklubban, ahol edzői Mariana Bitang és Szabó Katalin voltak.
A válogatottban Octavian Bellu, Mariana Bitang, Nicolae Forminte, Eliza Stoica és Toma Ponoran edzették.
Első versenyén kilenc évesen indult.
Kedvenc szere a felemás korlát volt.

### Juniorként
Az 1991-es junior Balkán-bajnokságon egyéni összetettben ezüstérmet szerzett.
Az 1992-es Junior Európa-bajnokságon Arezzóban a csapattal (Simona Amânar, Ana Maria Bican, Nadia Hățăgan, Simona Mocanu, Claudia Rusan) nyert bajnoki címet.
A következőn, 1993-ban Genfben felemás korláton szerzett bajnoki címet, egyéni összetettben, ugrásban és gerendán ezüst-, talajon pedig bronzérmes volt.

### Felnőttként

#### Országos eredmények
Az országos bajnokságon 1995-ben egyéni összetettben bronzérmet szerzett.

#### Nemzetközi eredmények
1993-ban a Cottbus Internationalon és a Golden Sands Internationalon is első helyezett volt egyéni összetettben, Cottbusban még talajon is elért egy harmadik helyezést.
1995-ben a French International és az Ostrava International is második volt egyéni összetettben, az előbbin továbbá egy-egy ötödik helyezést is elért felemás korláton és gerendán.
Románia Nemzetközi bajnokságán 1993-ban ötödik helyen végzett egyéni összetettben.
Az 1994-es Amerikai Egyesült Államok-Románia kétoldalú találkozón egyéni összetettben tizennegyedik, az 1995-ös Németország-Románián Simona Amânarral és Nadia Hăţăgannal megosztva harmadik, az 1996-os Olaszország-Fehéroroszország-Románia-Oroszországon huszonhatodik helyezett volt.
Ugyancsak 1996-ban a Rome Grand Prix-n negyedik helyet ért el egyéni összetettben.

##### Világbajnokság
Karrierje során háromszor is részt vett világbajnokságon, egy arany- és egy bronzérmet szerezve.
Első részvételén 1993-ban Birminghamben felemás korláton nyerte el a bronzérmet.
Másodszor 1994-ben a Brisbane-ben megrendezett világbajnokságon csak az elődöntőig jutott.
Harmadik alkalommal 1995-ben Sabae-ben aranyérmet szerzett a csapattal (Lavinia Miloșovici, Gina Gogean, Simona Amânar, Claudia Presăcan, Alexandra Marinescu).

### Visszavonulása után
Az 1996-os atlantai olimpián hátgerinctörés miatt már nem indulhatott, és ezek után még abban az évben vissza is vonult a versenyzésből, középiskolai tanulmányait azonban még a Dévai Tornagimnáziumban fejezte be és segédkezett a juniorok edzésében is.
Egyetemi tanulmányait 1997-ben a kolozsvári Babeș–Bolyai Tudományegyetem Sport és Testnevelés tanszékén kezdte meg.
A romániai Kereszténydemokrata Nemzeti Parasztpárt (Partidul Național Țărănesc Creștin Democrat) kolozsvári fiókja 2011-ben egyik alelnökének választotta meg, 2012-ben pedig egyik jelöltje volt a pártnak a Kolozs megyei Tanácsba, de nem jutott mandátumhoz.

## Díjak, kitüntetések
A Román Torna Szövetség 1992-ben, 1993-ban és 1995-ben is beválasztotta az év tíz legjobb női sportolója közé.
1994-ben Kiváló Sportolói címmel tüntették ki.
A Nemzetközi Torna Szövetség 1995-ben felvette a Világszínvonalú tornászok listájára.
Szülővárosa, Torda 2005-ben díszpolgárává avatta.